# Noah's Arc (serie televisiva)
Noah's Arc è un telefilm statunitense del 2005 prodotto e distribuito da Logo. La serie, che presenta prevalentemente personaggi gay neri e latini, si concentra su molte questioni socialmente rilevanti tra cui: incontri omosessuali, matrimonio omosessuale, omogenitorialità, sensibilizzazione sull'HIV e l'AIDS, omofobia e violenza ad essa collegata.
Noah's Arc fu la serie originale più popolare distribuita da Logo all'epoca; tuttavia, poco dopo la messa in onda della seconda stagione, fu annunciato che la serie era stata cancellata.

## Trama
Noah, Alex, Ricky and Chance sono quattro amici che vivono apertamente la propria omosessualità a Los Angeles. Noah è un aspirante sceneggiatore che ha da poco iniziato una storia con Wade, uno sceneggiatore di successo. Alex è un consulente sanitario nell'ambito dell'AIDS che si è innamorato di un anestesiologo che, però, non vuole sentire parlare di AIDS. Ricky è il proprietario di una boutique di abiti alla moda in Melrose ed è un playboy mentre Chance è un professore di economia del college che si è recentemente sposato, con Eddie, adottando il figlio di tre anni del suo compagno.

## Episodi
Oltre ai 17 episodi della serie è stato prodotto in modo indipendente, nel 2004, un episodio pilota di un'ora. L'episodio rimase inedito nella programmazione televisiva della serie ma fu reso disponibile nella sua versione Home video.
| Stagione         | Episodi | Uscita primo episodio | Uscita ultimo episodio |
| ---------------- | ------- | --------------------- | ---------------------- |
| Prima stagione   | 9       | 19 ottobre 2005       | 7 dicembre 2005        |
| Seconda stagione | 8       | 6 agosto 2006         | 4 ottobre 2006         |

## Cast e personaggi
- Noah Nicholson, interpretato da Darryl Stephens, è uno sceneggiatore
- Alex Kirby, interpretato da Rodney Chester, fa divulgazione nell'ambito dell'HIV/AIDS
- Ricky Davis, interpretato da Christian Vincent, è il proprietario di una boutique e ha degli atteggiamenti molto promiscui
- Chance Counter, interpretato da Doug Spearman, è un professore di economia
- Wade Robinson, interpretato da Jensen Atwood, è uno sceneggiatore che fa coming out dopo essersi innamorato di Noah
- Trey Iverson, interpretato da Gregory Keith, è il fidanzato di Alex
- Eddie McIntyre, interpretato da Jonathan Julian, è il marito di Chance
- Junito Vargas, interpretato da Wilson Cruz, è un dottore ed è l'interesse amoroso di Ricky

### Guest stars
- Mr. Harris, interpretato da Reynaldo Rey, è l'ex padrone di casa di Chance
- Amico di Wade, interpretato da John Salley
- Reverend Allen, interpretato da Garrett Morris
- Rockmond Dunbar nel ruolo di se stesso
- Malik, interpretato da James C. Mathis III

- Paziente infetto d'AIDS, interpretato da Raz-B
- Trey e Alex, interpretate da Adele Givens, sono delle terapiste di coppia
- Vonda, interpretata da Victoria Rowell
- Quincy, interpretato da Keith Hamilton Cobb
- Brooklyn, interpretata da Rachel True
- Travis, interpretato da Victor Webster

## Produzione

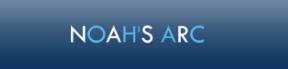
Logo della serie

L'opera è in parte basata sul film indipendente del 2000 di Patrik-Ian Polk Punks.
La prima stagione è stata girata a Los Angeles mentre la seconda stagione è stata girata a Vancouver, nella British Columbia (in Canada).

## Musiche
Sono stati rilasciati 2 album per la serie Noah's Arc. Il primo, in riferimento alla prima stagione, è stato distribuito il 24 marzo 2006 mentre il secondo, in riferimento alla seconda stagione, è stato distribuito il 15 dicembre 2007.

## Spin Off
Nel 2008 è stato distribuito nei cinema Noah's Arc: Jumping the Broom, film che riprende i protagonisti della serie qualche mese dopo l'ultimo episodio.

## DVD
| Nome DVD | Episodi | Data di rilascio | Contenuti speciali                                                                          |
| -------- | ------- | ---------------- | ------------------------------------------------------------------------------------------- |
| Season 1 | 9       | 8 agosto 2006    | - Commentary opzionale - Episodio pilota - Scene tagliate - Episodi estesi - Audizioni      |
| Season 2 | 8       | 12 giugno 2007   | - Scene tagliate - "Tales from the Arc Side" - Commentary opzionale - Featurettes - Blooper |